# Onthophagus infernalis
Onthophagus infernalis är en skalbaggsart som beskrevs av Lansberge 1887. Onthophagus infernalis ingår i släktet Onthophagus och familjen bladhorningar. Inga underarter finns listade i Catalogue of Life.